# Modest Mouse
Modest Mouse er et amerikansk alternativt rock-band dannet i 1993 i en forstad til Seattle.
Bandet blev dannet af forsanger Isaac Brock, trommeslager Jeremiah Green og bassisten Eric Judy. Debutalbummet This Is a Long Drive for Someone with Nothing to Think About udkom i 1996. Bandet har siden debuten haft skiftende medlemmer. I 2006 sluttede guitarist Johnny Marr (tidligere The Smiths) sig til gruppen sammen med percussionist Joe Plummer (the Black Heart Procession) og multi-instrumentalist Tom Peloso. Sammen arbejdede de på albummet We Were Dead Before the Ship Even Sank, der udkom i 2007. I 2009 sluttede guitarist Jim Fairchild sig til gruppen.

## Diskografi

### Albums
- This Is a Long Drive for Someone with Nothing to Think About (1996)
- The Lonesome Crowded West (1997)
- The Moon & Antarctica (2000)
- Good News for People Who Love Bad News (2004)
- We Were Dead Before the Ship Even Sank (2007)
- Stangers To Ourselves (2015)
- The Golden Casket (2021)

| Musikgruppe | Spire Denne artikel om en amerikansk musikgruppe er en spire som bør udbygges. Du er velkommen til at hjælpe Wikipedia ved at udvide den. |